# Yossi Shivhon
Yossi Shivhon (in ebraico יוסי שבחון‎?; Petah Tiqwa, 22 marzo 1982) è un ex calciatore israeliano, di ruolo centrocampista.

## Carriera

### Club
Ha giocato nella massima serie israeliana.

### Nazionale
Tra il 2005 e il 2006 ha giocato 3 partite con la nazionale israeliana.

## Statistiche

### Cronologia presenze e reti in nazionale
| Cronologia completa delle presenze e delle reti in nazionale ― Israele | Cronologia completa delle presenze e delle reti in nazionale ― Israele | Cronologia completa delle presenze e delle reti in nazionale ― Israele | Cronologia completa delle presenze e delle reti in nazionale ― Israele | Cronologia completa delle presenze e delle reti in nazionale ― Israele | Cronologia completa delle presenze e delle reti in nazionale ― Israele | Cronologia completa delle presenze e delle reti in nazionale ― Israele | Cronologia completa delle presenze e delle reti in nazionale ― Israele |
| Data                                                                   | Città                                                                  | In casa                                                                | Risultato                                                              | Ospiti                                                                 | Competizione                                                           | Reti                                                                   | Note                                                                   |
| ---------------------------------------------------------------------- | ---------------------------------------------------------------------- | ---------------------------------------------------------------------- | ---------------------------------------------------------------------- | ---------------------------------------------------------------------- | ---------------------------------------------------------------------- | ---------------------------------------------------------------------- | ---------------------------------------------------------------------- |
| 17-8-2005                                                              | Kiev                                                                   | Israele                                                                | 2 – 3                                                                  | Polonia                                                                | Amichevole                                                             | -                                                                      | 90’                                                                    |
| 1-3-2006                                                               | Ramat Gan                                                              | Israele                                                                | 0 – 2                                                                  | Danimarca                                                              | Amichevole                                                             | -                                                                      | 85’                                                                    |
| 15-8-2006                                                              | Celje                                                                  | Slovenia                                                               | 1 – 1                                                                  | Israele                                                                | Amichevole                                                             | -                                                                      | 75’                                                                    |
| Totale                                                                 |                                                                        | Presenze                                                               | 3                                                                      |                                                                        | Reti                                                                   | 0                                                                      |                                                                        |